# Ratatat Remixes Vol. 2
Albums de Ratatat
Classics
(2006) LP3
(2008)
Ratatat Remixes Vol. 2 est le second album de remix réalisé par le duo électronique Ratatat. Il comprend lui aussi des morceaux réalisés par des artistes de hip-hop tels que U.G.K., Notorious B.I.G., Jay-Z, Kanye West, et Z-Ro.

## Musique de fond
Il reprend par ailleurs certains des démos de leur album 9 Beat comme musique de fond:
- Alright de Memphis Bleek utilise le beat n°1
- Shorty Wanna Ride de Young Buck utilise le beat n°2
- Dead Wrong de Notorious B.I.G. utilise le beat n°3
- Stomp de Young Buck, The Game et Ludacris utilise le beat n°4
- 3 Kings de Slim Thug, Bun B et T.I. utilise le beat n°6

## Morceaux
| No  | Titre             | Auteur                          | Durée |
| --- | ----------------- | ------------------------------- | ----- |
| 1.  | Stomp             | Young Buck, The Game & Ludacris | 5:06  |
| 2.  | Party & Bullshit  | Notorious B.I.G.                | 3:55  |
| 3.  | Allure            | Jay-Z & Notorious B.I.G.        | 4:23  |
| 4.  | The Mule          | Z-Ro, Devin the Dude & Juvenile | 3:55  |
| 5.  | Shorty Wanna Ride | Young Buck                      | 3:50  |
| 6.  | Glock Nines       | Beanie Sigel & Jay-Z            | 4:07  |
| 7.  | Freestyle         | Despot                          | 1:38  |
| 8.  | Alright           | Memphis Bleek                   | 4:12  |
| 9.  | Three Kings       | Slim Thug, T.I. & Bun-B         | 4:54  |
| 10. | Over Here         | Young Jeezy & Bun-B             | 4:30  |
| 11. | Diamonds          | Kanye West                      | 3:36  |
| 12. | Freestyle         | Beans                           | 2:23  |
| 13. | Dead Wrong        | Notorious B.I.G.                | 3:10  |
| 14. | We Gon' Ride      | Saigon & U.G.K.                 | 3:56  |